# Eunidia thomseni
Eunidia thomseni là một loài bọ cánh cứng trong họ Cerambycidae.